# Водолікування
Водолікува́ння (також гідротерапі́я або гідропа́тія) — різноманітні способи зовнішнього застосування вод із лікувальною та профілактичною метою, загальними властивостями яких є температурний, механічний та хімічний впливи.
Водолікування передбачає застосування з лікувально-профілактичною метою лише прісну воду.
Формування реакцій-відповідей організму на вплив водолікувальних процедур відбувається складним рефлекторним шляхом, головна роль у якому належить ЦНС. Через подразнення шкіри шляхом рефлексу здійснюється вплив на досить важливі процеси в організмі — теплорегуляцію та обмін речовин, серцево-судинну, нервову та ендокринну системи, дихальну функції та процеси імунітета.

## Техніка та методика
Курс водолікування зазвичай складається з 10-12-15 процедур (через день). Перебування у ванні триває 8-10-15 хвилин. Душ припустимо проводити щоденно тривалістю 2-3-5 хвилин. Після кожної процедури необхідний відпочинок упродовж 20-30 хв.[джерело?]

## Види процедур
Загальні холодні та прохолодні процедури (до 30 °C)сприяють підвищенню тонуса серцево-судинної системи, покращують умови венозного кровообігу та лімфообігу, покращують обмін речовин; підвищують тонус м'язів та артеріальний тиск. Тонізуючий вплив холодних та прохолодних процедур на нервову систему виражається у відчутті бадьорості, свіжості, загального підйому сил та підвищення працездатності.[джерело?]
Гарячі водолікувальні процедури (вище 39 °C)тільки на початковій фазі (упродовж перших хвилин) викликають спазм судин, підвищують тонус серцево-судинної системи, скелетної мускулатури, обмін речовин. Дуже швидко ця фаза змінюється розслабленістю тонуса серцево-судинної системи, скелетної мускулатури, пригніченнями нервової системи. Через деякий час може настати небезпечна перевтома цих систем.[джерело?]
Помірно теплі процедури (36-38 °C)Короткочасні процедури (5-8-10 хв) підвищують тонус серцево-судинної системи, посилюють обмін речовин, діють заспокійливо на ЦНС, покращують сон.[джерело?]
Ванни та души індиферентних температур (33-36 °C)мають виражену заспокійливу дію, сприяють зниженню АТ, покращенню сну.[джерело?]